# Live from Baghdad
Live from Baghdad è un film per la televisione del 2002 diretto da Mick Jackson e con protagonisti Michael Keaton, Helena Bonham Carter, David Suchet e Paul Guilfoyle.

## Trama
Il 2 agosto 1990 le forze irachene e i carri armati entrano a Kuwait City, dando inizio all'invasione irachena del Kuwait. Ad Atlanta, la CNN sceglie Robert Wiener e la sua troupe per andare a Baghdad e coprire l'invasione. All'aeroporto internazionale di Roma, Wiener incontra la collega e produttrice Ingrid Formanek. Wiener e la sua troupe arrivano a Baghdad il 23 agosto e alloggiano all'Al-Rasheed Hotel. Mentre si sistemano nelle loro camere d'albergo, si accorgono di essere monitorati. La troupe racconta la prima storia di un giovane britannico tenuto in ostaggio da Saddam Hussein. Mentre continuano a raccontare storie, ricevono pressioni dal governo iracheno. Wiener incontra successivamente il Ministro dell'Informazione iracheno Naji Al Hadithi e chiede pezzi di equipaggiamento e un'intervista con Hussein. Nel corso del film, Wiener e Al Hadithi diventano amici. 
Wiener e la sua troupe ottengono l'accesso per intervistare gli americani costretti a rimanere nel paese dal governo iracheno. Gli iracheni usano gli ostaggi americani come scudi umani per potenziali siti di bombardamento. Dopo che la troupe di Wiener intervista un americano di nome Bob Vinton, Vinton scompare. Wiener si preoccupa per Vinton. Più tardi, Al Hadithi rilascia alla CBS e a Dan Rather l'intervista a Saddam Hussein. Invece dell'intervista a Hussein, Al Hadithi offre a Wiener e alla sua troupe un viaggio in Kuwait. Arrivano alla base aerea di Jahra, in Kuwait, il 17 ottobre. La troupe si occupa della storia delle incubatrici in tre ospedali kuwaitiani, ma poi gli iracheni annullano le interviste perché la troupe della CNN ha violato alcune regole di base. Appena tornati a Baghdad, Wiener e la troupe diventano gli unici americani presenti in Kuwait.
Dopo una discussione tra Wiener e Al Hadithi, Al Hadithi accetta di concedere alla CNN un'intervista a Saddam Hussein. Il 29 ottobre, la troupe della CNN intervista Saddam Hussein in uno dei suoi palazzi presidenziali. Nell'intervista, Hussein afferma che il ritiro dell'Iraq dal Kuwait sarebbe come quello degli Stati Uniti dalle Hawaii. La troupe si occupa poi del rilascio degli ostaggi americani dall'Iraq. Wiener trova Bob Vinton e si commuove per la sua salvezza.
Le Nazioni Unite danno tempo all'Iraq fino al 15 gennaio 1991 per ritirarsi dal Kuwait o affrontare un'azione militare. Allo scadere del termine, la troupe vede che l'esercito iracheno sta installando cannoni antiaerei a Baghdad. La troupe ottiene un'apparecchiatura chiamata "quadrifilare", che le permette di comunicare con la CNN di Atlanta. Il quadrifilare è essenzialmente una linea telefonica diretta con la sede della CNN in Giordania. Da lì può raggiungere il satellite e poi la sede centrale della CNN ad Atlanta. Alla fine, gli iracheni scoprono che la troupe ha stabilito una comunicazione con Atlanta. La troupe della CNN è l'unico gruppo giornalistico straniero ad avere i quattro fili. Il 9 gennaio, la troupe finisce per credere che ci sarà una guerra.
Bernard Shaw arriva nuovamente a Baghdad il 13 gennaio per intervistare di nuovo Saddam Hussein alla scadenza. Allo scadere del termine, le strade di Baghdad si svuotano e le attività commerciali chiudono. Il 15 gennaio, gli americani e i gruppi giornalistici stranieri iniziano a evacuare Baghdad per paura dei bombardamenti americani. Wiener decide di rimanere e alcuni membri della troupe decidono di partire. Intorno alle 3 del mattino del 17 gennaio, i bombardieri stealth statunitensi F-117 Nighthawk iniziano a bombardare Baghdad. I soldati iracheni iniziano a sparare in cielo con i cannoni antiaerei per abbattere i bombardieri. Non appena iniziano i bombardamenti, i corrispondenti della CNN Bernard Shaw, John Holliman e Peter Arnett iniziano a riferire e descrivere i bombardamenti sul comunicatore a quattro fili.
I servizi vengono trasmessi in diretta dalla CNN in America. Il film mostra i punti di vista di Saddam Hussein e del Presidente degli Stati Uniti George H. W. Bush che assistono ai servizi della CNN. Il filmato contiene anche riprese d'archivio di conduttori di telegiornali di reti rivali, costretti a trasmettere i servizi in diretta dalla CNN, che è l'unica fonte di notizie a trasmettere durante i bombardamenti su Baghdad. Altri filmati d'archivio mostrano Dick Cheney che, durante una conferenza stampa come Segretario alla Difesa di Bush, dichiara: "La migliore copertura che ho visto di ciò che è accaduto a Baghdad è stata quella della CNN", e il conduttore di NBC News Tom Brokaw che afferma: "La CNN era chiamata la piccola rete che poteva. Non è più un piccolo network". Intorno alle 5 del mattino, la troupe è costretta a interrompere il servizio da Al Hadithi e dai soldati iracheni. La maggior parte della troupe lascia Baghdad, compresi Formanek e Shaw. Wiener rimane e torna in America il 23 gennaio. Il film termina mostrando la distruzione degli edifici a causa dei bombardamenti a Baghdad.

## Produzione e distribuzione
Il film, tratto dall'omonimo romanzo di Robert Wiener, è stato trasmesso in prima visione assoluta dal canale via cavo statunitense HBO il 7 dicembre 2002 e successivamente in Italia sia su Sky Cinema che su Canale 8. 